# Aldo Notari
Aldo Notari (6 de septiembre de 1932 - Parma, 25 de julio de 2006) fue un jugador de béisbol y dirigente deportivo italiano.
Empezó a jugar en los años cincuenta en el equipo de Parma, con buenos resultados, entonces la elección de una carrera en la gestión en los años sesenta en la empresa misma, de convertirse en presidente en 1969. Bajo su liderazgo, vienen los grandes éxitos a nivel nacional y europeo de los años setenta y los juegos de béisbol de la cima de la popularidad en la ciudad ducal.
Durante los años setenta-ochenta, también se convirtió en Vice President de FIBS colaborando con Bruno Benecke hasta 1984-85. Justo en ese momento, la federación se vio abrumado por una serie de problemas económicos y Notari fue elegido presidente. Permanecer en la silla hasta el año 2000, experimentando de primera mano la disminución del deporte.
Durante la segunda mitad de los años ochenta y principios de los noventa, también fue elegido presidente de la Unión Europea y Mundial de béisbol, comienza varias relaciones de cooperación con la MLB.
En su honor fue bautizado el nuevo estadio del equipo Parma Baseball, inaugurado en 2009 con ocasión de la Copa Mundial de Béisbol de ese año.
- Datos: Q2260222